# Lista de países por Índice de Desenvolvimento Humano
| ≥ 0,950 0,900 – 0,950 0,850 – 0,899 0,800 – 0,849 0,750 – 0,799 0,700 – 0,749 | 0,650 – 0,699 0,600 – 0,649 0,550 – 0,599 0,500 – 0,549 0,450 – 0,499 | 0,400 – 0,449 ≤ 0,399 Sem dados |

Mapa-múndi representando faixas do Índice de Desenvolvimento Humano em incrementos de 0,05, baseado no relatório publicado em 2025, com dados referentes a 2023.

O Programa das Nações Unidas para o Desenvolvimento (PNUD) elabora uma lista de 193 países por Índice de Desenvolvimento Humano (IDH) no Relatório de Desenvolvimento Humano. O índice considera saúde, educação e renda em um determinado país para fornecer uma medida de desenvolvimento humano que seja comparável entre países e ao longo do tempo
O IDH foi publicado pela primeira vez em 1990 com o objetivo de ser uma medida mais abrangente do desenvolvimento humano do que medidas puramente econômicas, como o produto interno bruto (PIB). O índice incorpora três dimensões do desenvolvimento humano: uma vida longa e saudável, conhecimento e padrões de vida dignos. Vários indicadores são usados para quantificar o desempenho dos países em cada dimensão. Os indicadores utilizados no relatório de 2022 foram expectativa de vida ao nascer; anos esperados de escolaridade das crianças; média de anos de escolaridade dos adultos; e renda nacional bruta per capita. Os indicadores são usados para criar um índice de saúde, um índice de educação e um índice de renda, cada um com um valor entre 0 e 1. A média geométrica dos três índices – ou seja, a raiz cúbica do produto dos índices – é o Índice de Desenvolvimento Humano. Um valor acima de 0,800 é classificado como "muito alto", entre 0,700 e 0,799 como "alto", 0,550 a 0,699 como "médio" e abaixo de 0,550 como "baixo".
Os dados usados para calcular o IDH são provenientes principalmente de agências das Nações Unidas e instituições internacionais, como a Organização das Nações Unidas para a Educação, a Ciência e a Cultura (UNESCO), o Departamento de Assuntos Econômicos e Sociais das Nações Unidas, o Banco Mundial, o Fundo Monetário Internacional e a Organização para a Cooperação e Desenvolvimento Econômico (OCDE). Raramente, quando falta um dos indicadores, são usados modelos de regressão entre países. Devido a atualizações de dados e metodologias aprimoradas, os valores do IDH não são comparáveis entre os relatórios de desenvolvimento humano; em vez disso, cada relatório recalcula o IDH de alguns anos anteriores.
O IDH é o indicador de desenvolvimento humano mais utilizado e mudou a forma como as pessoas veem o conceito. No entanto, vários aspectos do índice receberam críticas. Alguns estudiosos criticaram como os fatores são ponderados, em particular como um ano adicional de expectativa de vida é valorizado de forma diferente entre os países; e a limitação que considera, observando os fatores de omissão, como os níveis de desigualdade social e de desigualdade de gênero. Em resposta à primeira crítica, o PNUD introduziu o Índice de Desenvolvimento Humano Ajustado à Desigualdade em seu relatório de 2010, e em resposta ao último, o Índice de Desenvolvimento de Gênero foi introduzido no relatório de 1995. Outros criticaram a simplificação percebida de usar um único número por país. Para refletir as diferenças de desenvolvimento dentro dos países, um IDH subnacional (SHDI) com dados para mais de 1.600 regiões foi introduzido em 2018 pelo Laboratório de Dados Globais da Universidade Radboud de Nimega, nos Países Baixos. Em 2020, o PNUD introduziu outro índice, o Índice de Desenvolvimento Humano Ajustado às Pressões Planetárias (PHDI), que diminui as pontuações dos países com uma pegada ecológica mais alta.

## Lista de países
| ≥ 1.4% 1.2%–1.4% 1%–1.2% | 0.8%–1% 0.6%–0.8% 0.4%–0.6% | 0.2%–0.4% 0%–0.2% −0.5%–0% | −1%–−0.5% < −1% Sem dados |

Mapa-múndi mostrando o crescimento médio anual do IDH de 2010 a 2023 (publicado em 2025).

- A lista de 2023 (publicada em 2025) é organizada da seguinte forma:[17]

| Divisão    | Compreende |
| Muito alto | 74 países  |
| Alto       | 50 países  |
| Médio      | 43 países  |
| Baixo      | 26 países  |

- A mudança no ranking é demonstrada como:[18]
  -  = aumento;
  -  = estável;
  -  = perda;
- Valores acima de 0,800 são classificados como "muito alto", entre 0,799 e 0,700 como "alto", 0,699 a 0,550 como "médio" e abaixo de 0,550 como "baixo".
- Os valores similares do IDH na lista atual não conduzem a relações classificatórias, já que a classificação do IDH é realmente determinada usando valores do IDH ao sexto ponto decimal.
- A revisão do índice foi divulgada em 2025, com dados referentes ao ano de 2023;[1]

| Posição | Δ       | País ou território             | IDH   | % crescimento anual (2010–2023) |
| ------- | ------- | ------------------------------ | ----- | ------------------------------- |
| 1       | (2)     | Islândia                       | 0,972 | 0,28%                           |
| 2       | (1)     | Noruega                        | 0,970 | 0,25%                           |
| 2       | Estável | Suíça                          | 0,970 | 0,24%                           |
| 4       | (2)     | Dinamarca                      | 0,962 | 0,35%                           |
| 5       | (1)     | Alemanha                       | 0,959 | 0,19%                           |
| 5       | Estável | Suécia                         | 0,959 | 0,38%                           |
| 7       | (1)     | Austrália                      | 0,958 | 0,20%                           |
| 8       | (2)     | Países Baixos                  | 0,955 | 0,26%                           |
| 8       | (1)     | Hong Kong                      | 0,955 | 0,38%                           |
| 10      | (3)     | Bélgica                        | 0,951 | 0,26%                           |
| 11      | (4)     | Irlanda                        | 0,949 | 0,38%                           |
| 12      | (4)     | Finlândia                      | 0,948 | 0.27%                           |
| 13      | (2)     | Singapura                      | 0,946 | 0,25%                           |
| 13      | (2)     | Reino Unido                    | 0,946 | 0,24%                           |
| 15      | (27)    | Emirados Árabes Unidos         | 0,940 | 1,04%                           |
| 16      | (2)     | Canadá                         | 0,939 | 0,22%                           |
| 17      | (1)     | Liechtenstein                  | 0,938 | 0,23%                           |
| 17      | (5)     | Nova Zelândia                  | 0,938 | 0,13%                           |
| 17      | Estável | Estados Unidos                 | 0,938 | 0,10%                           |
| 20      | (1)     | Coreia do Sul                  | 0,937 | 0,36%                           |
| 21      | (2)     | Eslovênia                      | 0,931 | 0,33%                           |
| 22      | (3)     | Áustria                        | 0,930 | 0,21%                           |
| 23      | (3)     | Japão                          | 0,925 | 0,16%                           |
| 24      | (5)     | Malta                          | 0,924 | 0,50%                           |
| 25      | (3)     | Luxemburgo                     | 0,922 | 0,14%                           |
| 26      | (1)     | França                         | 0,920 | 0,28%                           |
| 27      | (3)     | Israel                         | 0,919 | 0,26%                           |
| 28      | Estável | Espanha                        | 0,918 | 0,40%                           |
| 29      | (3)     | Chéquia                        | 0,915 | 0,22%                           |
| 29      | (1)     | Itália                         | 0,915 | 0,24%                           |
| 29      | (2)     | San Marino                     | 0,915 | 0,32%                           |
| 32      | (3)     | Chipre                         | 0,913 | 0,45%                           |
| 32      | (1)     | Andorra                        | 0,913 | 0,20%                           |
| 34      | (3)     | Grécia                         | 0,908 | 0,18%                           |
| 35      | (1)     | Polônia                        | 0,906 | 0,35%                           |
| 36      | (5)     | Estônia                        | 0,905 | 0,33%                           |
| 37      | (9)     | Arábia Saudita                 | 0,900 | 0,70%                           |
| 38      | (1)     | Bahrain                        | 0,899 | 0,80%                           |
| 39      | (4)     | Lituânia                       | 0,895 | 0,32%                           |
| 40      | (2)     | Portugal                       | 0,890 | 0,42%                           |
| 41      | (1)     | Croácia                        | 0,889 | 0,53%                           |
| 41      | (4)     | Letônia                        | 0,889 | 0,51%                           |
| 43      | (4)     | Qatar                          | 0,886 | 0,45%                           |
| 44      | (6)     | Eslováquia                     | 0,880 | 0,14%                           |
| 45      | (1)     | Chile                          | 0,878 | 0,47%                           |
| 46      | (1)     | Hungria                        | 0,870 | 0,22%                           |
| 47      | (7)     | Argentina                      | 0,865 | 0,15%                           |
| 48      | Estável | Montenegro                     | 0,862 | 0,38%                           |
| 48      | (13)    | Uruguai                        | 0,862 | 0,47%                           |
| 50      | (1)     | Omã                            | 0,858 | 0,22%                           |
| 51      | (7)     | Turquia                        | 0,853 | 1,10%                           |
| 52      | (1)     | Kuwait                         | 0,852 | 0,36%                           |
| 53      | (5)     | Antigua e Barbuda              | 0,851 | 0,18%                           |
| 54      | (5)     | Seychelles                     | 0,848 | 0,30%                           |
| 55      | (1)     | Bulgária                       | 0,845 | 0,09%                           |
| 55      | (2)     | Romênia                        | 0,845 | 0,14%                           |
| 57      | (6)     | Geórgia                        | 0,844 | 0,54%                           |
| 58      | (4)     | São Cristóvão e Neves          | 0,840 | 0,49%                           |
| 59      | (6)     | Panamá                         | 0,839 | 0,47%                           |
| 60      | (12)    | Brunei                         | 0,837 | 0,13%                           |
| 60      | (1)     | Cazaquistão                    | 0,837 | 0,38%                           |
| 62      | (3)     | Costa Rica                     | 0,833 | 0,39%                           |
| 62      | (5)     | Sérvia                         | 0,833 | 0,39%                           |
| 64      | (12)    | Rússia                         | 0,832 | 0,25%                           |
| 65      | (10)    | Belarus                        | 0,824 | 0,12%                           |
| 66      | (3)     | Bahamas                        | 0,820 | 0,21%                           |
| 67      | (2)     | Malásia                        | 0,819 | 0,41%                           |
| 68      | (4)     | Macedônia do Norte             | 0,815 | 0,21%                           |
| 69      | (9)     | Barbados                       | 0,811 | 0,18%                           |
| 69      | Estável | Armênia                        | 0,811 | 0,52%                           |
| 71      | Estável | Albânia                        | 0,810 | 0,25%                           |
| 72      | (10)    | Trinidad e Tobago              | 0,807 | 0,30%                           |
| 73      | Estável | Maurícia                       | 0,806 | 0,44%                           |
| 74      | (7)     | Bósnia e Herzegovina           | 0,804 | 0,68%                           |
| 75      | (1)     | Irã                            | 0,799 | 0,26%                           |
| 76      | (11)    | São Vicente e Granadinas       | 0,798 | 0,17%                           |
| 76      | (2)     | Tailândia                      | 0,798 | 0,65%                           |
| 78      | (16)    | China                          | 0,797 | 1,02%                           |
| 79      | (5)     | Peru                           | 0,794 | 0,42%                           |
| 80      | (4)     | Granada                        | 0,791 | 0,15%                           |
| 81      | (1)     | Azerbaijão                     | 0,789 | 0,30%                           |
| 81      | (2)     | México                         | 0,789 | 0,37%                           |
| 83      | (3)     | Colômbia                       | 0,788 | 0,29%                           |
| 84      | (4)     | Brasil                         | 0,786 | 0,43%                           |
| 84      | (17)    | Palau                          | 0,786 | 0,23%                           |
| 86      | (5)     | Moldávia                       | 0,785 | 0,53%                           |
| 87      | (10)    | Ucrânia                        | 0,779 | 0,35%                           |
| 88      | Estável | Equador                        | 0,777 | 0,32%                           |
| 89      | (6)     | República Dominicana           | 0,776 | 0,67%                           |
| 89      | (33)    | Guiana                         | 0,776 | 1,11%                           |
| 89      | (8)     | Sri Lanka                      | 0,776 | 0,50%                           |
| 92      | (4)     | Tonga                          | 0,769 | 0.35%                           |
| 93      | (10)    | Maldivas                       | 0,766 | 0,81%                           |
| 93      | (16)    | Vietnã                         | 0,766 | 0,60%                           |
| 95      | (8)     | Turcomenistão                  | 0,764 | 0,52%                           |
| 96      | (3)     | Argélia                        | 0,763 | 0,27%                           |
| 97      | (16)    | Cuba                           | 0,762 | 0,16%                           |
| 98      | Estável | Dominica                       | 0,761 | 0,06%                           |
| 99      | Estável | Paraguai                       | 0,756 | 0,36%                           |
| 100     | (15)    | Egito                          | 0,754 | 0,73%                           |
| 100     | (4)     | Jordânia                       | 0,754 | 0,10%                           |
| 102     | (12)    | Líbano                         | 0,752 | 0,29%                           |
| 103     | (11)    | Santa Lúcia                    | 0,748 | 0,07%                           |
| 104     | (11)    | Mongólia                       | 0,747 | 0,48%                           |
| 105     | (4)     | Tunísia                        | 0,746 | 0,22%                           |
| 106     | (1)     | África do Sul                  | 0,741 | 0,50%                           |
| 107     | (7)     | Uzbequistão                    | 0,740 | 0,62%                           |
| 108     | (8)     | Bolívia                        | 0,733 | 0,45%                           |
| 108     | (1)     | Gabão                          | 0,733 | 0,46%                           |
| 108     | (11)    | Ilhas Marshall                 | 0,733 | NA                              |
| 111     | (9)     | Botswana                       | 0,731 | 0,69%                           |
| 111     | (1)     | Fiji                           | 0,731 | 0,35%                           |
| 113     | (4)     | Indonésia                      | 0,728 | 0,56%                           |
| 114     | (6)     | Suriname                       | 0,722 | 0,07%                           |
| 115     | (9)     | Belize                         | 0,721 | 0,23%                           |
| 115     | (14)    | Líbia                          | 0,721 | 0,31%                           |
| 117     | (6)     | Jamaica                        | 0,720 | 0,06%                           |
| 117     | (1)     | Quirguistão                    | 0,720 | 0,49%                           |
| 117     | (3)     | Filipinas                      | 0,720 | 0,45%                           |
| 120     | (7)     | Marrocos                       | 0,710 | 1,21%                           |
| 121     | (37)    | Venezuela                      | 0,709 | 0,68%                           |
| 122     | (9)     | Samoa                          | 0,708 | 0,02%                           |
| 123     | Estável | Nicarágua                      | 0,706 | 0,76%                           |
| 124     | (2)     | Nauru                          | 0,703 | 1,84%                           |
| 125     | (9)     | Butão                          | 0,698 | 1,32%                           |
| 126     | (16)    | Essuatíni                      | 0,695 | 1,70%                           |
| 126     | (2)     | Iraque                         | 0,695 | 0,57%                           |
| 128     | Estável | Tadjiquistão                   | 0,691 | 0,61%                           |
| 129     | (1)     | Tuvalu                         | 0,689 | 0,39%                           |
| 130     | (9)     | Bangladesh                     | 0,685 | 1,54%                           |
| 130     | (5)     | Índia                          | 0,685 | 0,99%                           |
| 132     | (7)     | El Salvador                    | 0,678 | 0,21%                           |
| 133     | (2)     | Guiné Equatorial               | 0,674 | 0,54%                           |
| 133     | (21)    | Palestina                      | 0,674 | 0,33%                           |
| 135     | (7)     | Cabo Verde                     | 0,668 | 0,15%                           |
| 136     | Estável | Namíbia                        | 0,665 | 0,36%                           |
| 137     | (4)     | Guatemala                      | 0,662 | 0,21%                           |
| 138     | (6)     | República do Congo             | 0,649 | 0,17%                           |
| 139     | (1)     | Honduras                       | 0,645 | 0,38%                           |
| 140     | (2)     | Kiribati                       | 0,644 | 0,61%                           |
| 141     | Estável | São Tomé e Príncipe            | 0,637 | 0,86%                           |
| 142     | (5)     | Timor-Leste                    | 0,634 | 1,01%                           |
| 143     | (4)     | Gana                           | 0,628 | 0,44%                           |
| 143     | (5)     | Quênia                         | 0,628 | 0,82%                           |
| 145     | (5)     | Nepal                          | 0,622 | 0,85%                           |
| 146     | Estável | Vanuatu                        | 0,621 | 0,50%                           |
| 147     | (4)     | Laos                           | 0,617 | 0,90%                           |
| 148     | (3)     | Angola                         | 0,616 | 1,14%                           |
| 149     | (6)     | Micronésia                     | 0,615 | 0,13%                           |
| 150     | (3)     | Myanmar                        | 0,609 | 1,54%                           |
| 151     | (5)     | Camboja                        | 0,606 | 0,85%                           |
| 152     | (2)     | Comores                        | 0,603 | 0,94%                           |
| 153     | (1)     | Zimbábue                       | 0,598 | 1,12%                           |
| 154     | Estável | Zâmbia                         | 0,595 | 0,63%                           |
| 155     | (5)     | Camarões                       | 0,588 | 1,10%                           |
| 156     | (7)     | Ilhas Salomão                  | 0,584 | 0,13%                           |
| 157     | (10)    | Costa do Marfim                | 0,582 | 1,07%                           |
| 157     | (3)     | Uganda                         | 0,582 | 0,80%                           |
| 159     | (5)     | Ruanda                         | 0,578 | 1,02%                           |
| 160     | (1)     | Papua-Nova Guiné               | 0,576 | 1,12%                           |
| 161     | (4)     | Togo                           | 0,571 | 1,29%                           |
| 162     | (3)     | Síria                          | 0,564 | 1,42%                           |
| 163     | (5)     | Mauritânia                     | 0,563 | 0,51%                           |
| 164     | (2)     | Nigéria                        | 0,560 | 0,97%                           |
| 165     | (1)     | Tanzânia                       | 0,555 | 0,64%                           |
| 166     | (9)     | Haiti                          | 0,554 | 1,74%                           |
| 167     | (1)     | Lesoto                         | 0,550 | 0,86%                           |
| 168     | (5)     | Paquistão                      | 0,544 | 0,71%                           |
| 169     | (1)     | Senegal                        | 0,530 | 0,80%                           |
| 170     | (5)     | Gâmbia                         | 0,524 | 0,82%                           |
| 171     | (8)     | República Democrática do Congo | 0,522 | 1,06%                           |
| 171     | (4)     | Etiópia                        | 0,522 | 1,55%                           |
| 173     | (1)     | Malawi                         | 0,517 | 0,81%                           |
| 174     | (4)     | Benin                          | 0,515 | 0,39%                           |
| 175     | (2)     | Guiné-Bissau                   | 0,514 | 0,76%                           |
| 176     | (6)     | Djibouti                       | 0,513 | 1,67%                           |
| 177     | (3)     | Sudão                          | 0,511 | 0,45%                           |
| 178     | Estável | Libéria                        | 0,510 | 0,48%                           |
| 179     | (1)     | Eritreia                       | 0,503 | 0,62%                           |
| 180     | (3)     | Guiné                          | 0,500 | 1,06%                           |
| 181     | (7)     | Afeganistão                    | 0,496 | 0,24%                           |
| 182     | (1)     | Moçambique                     | 0,493 | 1,04%                           |
| 183     | (11)    | Madagascar                     | 0,487 | 0,02%                           |
| 184     | (4)     | Iêmen                          | 0,470 | 1,30%                           |
| 185     | Estável | Serra Leoa                     | 0,467 | 0,80%                           |
| 186     | (1)     | Burkina Faso                   | 0,459 | 1,37%                           |
| 187     | (2)     | Burundi                        | 0,439 | 0,32%                           |
| 188     | Estável | Mali                           | 0,419 | 0,08%                           |
| 188     | (3)     | Níger                          | 0,419 | 1,34%                           |
| 190     | (1)     | Chade                          | 0,416 | 0,66%                           |
| 191     | (1)     | República Centro-Africana      | 0,414 | 0,58%                           |
| 192     | NA      | Somália                        | 0,404 | NA                              |
| 193     | Estável | Sudão do Sul                   | 0,388 | 0,61%                           |

## IDH por regiões e grupos
| Região ou grupo                              | 2015                              | 2016                              | 2017                              | 2018                              | 2019                              |
| Desenvolvimento humano muito alto            | Desenvolvimento humano muito alto | Desenvolvimento humano muito alto | Desenvolvimento humano muito alto | Desenvolvimento humano muito alto | Desenvolvimento humano muito alto |
| -------------------------------------------- | --------------------------------- | --------------------------------- | --------------------------------- | --------------------------------- | --------------------------------- |
| OCDE                                         | 0,889                             | 0,892                             | 0,894                             | 0,895                             | 0,900                             |
| Desenvolvimento humano muito alto            | 0,886                             | 0,888                             | 0,890                             | 0,892                             | 0,898                             |
| Desenvolvimento humano alto                  |                                   |                                   |                                   |                                   |                                   |
| Europa e Ásia Central                        | 0,770                             | 0,772                             | 0,776                             | 0,779                             | 0,791                             |
| América Latina e Caribe                      | 0,754                             | 0,756                             | 0,758                             | 0,759                             | 0,766                             |
| Desenvolvimento humano alto                  | 0,738                             | 0,743                             | 0,746                             | 0,750                             | 0,753                             |
| Ásia-Pacífico                                | 0,727                             | 0,733                             | 0,737                             | 0,741                             | 0,747                             |
| Mundo                                        | 0,722                             | 0,727                             | 0,729                             | 0,731                             | 0,737                             |
| Pequenos países insulares em desenvolvimento | 0,717                             | 0,719                             | 0,722                             | 0,723                             | 0,728                             |
| Mundo árabe                                  | 0,695                             | 0,699                             | 0,701                             | 0,703                             | 0,705                             |
| Desenvolvimento humano médio                 |                                   |                                   |                                   |                                   |                                   |
| Países em desenvolvimento                    | 0,674                             | 0,680                             | 0,683                             | 0,686                             | 0,689                             |
| Ásia meridional                              | 0,624                             | 0,634                             | 0,639                             | 0,642                             | 0,641                             |
| Desenvolvimento humano médio                 | 0,616                             | 0,625                             | 0,630                             | 0,634                             | 0,631                             |
| Desenvolvimento humano baixo                 |                                   |                                   |                                   |                                   |                                   |
| África subsaariana                           | 0,532                             | 0,535                             | 0,539                             | 0,541                             | 0,547                             |
| Países subdesenvolvidos                      | 0,516                             | 0,520                             | 0,525                             | 0,528                             | 0,538                             |
| Desenvolvimento humano baixo                 | 0,499                             | 0,501                             | 0,505                             | 0,507                             | 0,513                             |

## Países/territórios que não constaram no último relatório
Nota: Os dados de 2009 usam uma versão mais antiga da fórmula e padrão de classificação do IDH. Os intervalos são de 0 a 0,499 para IDH baixo, 0,5 a 0,799 para IDH médio, 0,800 a 0,899 para IDH alto e superior a 0,900 para IDH muito alto.

### Estados membros da ONU (não calculados pelo PNUD)
| Ano                               | Ano                               | País                              | IDH                               | Fonte                             |                                   |
| Publicação                        | Dados                             | País                              | IDH                               | Fonte                             |                                   |
| Desenvolvimento humano muito alto | Desenvolvimento humano muito alto | Desenvolvimento humano muito alto | Desenvolvimento humano muito alto | Desenvolvimento humano muito alto | Desenvolvimento humano muito alto |
| --------------------------------- | --------------------------------- | --------------------------------- | --------------------------------- | --------------------------------- | --------------------------------- |
| 2009                              | 2008                              | Mónaco                            | 0,956                             | [ 20 ]                            |                                   |
| Desenvolvimento humano médio      |                                   |                                   |                                   |                                   |                                   |
| 2009                              | 2008                              | Coreia do Norte                   | 0,733                             | [ 20 ]                            |                                   |

### Estados que não são membros da ONU (últimos dados do PNUD)
| Ano                         | Ano                         | País ou território          | IDH                         | Fonte                       |
| Publicação                  | Dados                       | País ou território          | IDH                         | Fonte                       |
| Desenvolvimento humano alto | Desenvolvimento humano alto | Desenvolvimento humano alto | Desenvolvimento humano alto | Desenvolvimento humano alto |
| --------------------------- | --------------------------- | --------------------------- | --------------------------- | --------------------------- |
| —                           | 2016                        | Kosovo                      | 0,739                       | [ 21 ]                      |

### Estados que não são membros da ONU (não calculado pelo PNUD)
| Ano                               | Ano                               | País ou território                | IDH                               | Fonte                             |                                   |
| Publicação                        | Dados                             | País ou território                | IDH                               | Fonte                             |                                   |
| Desenvolvimento humano muito alto | Desenvolvimento humano muito alto | Desenvolvimento humano muito alto | Desenvolvimento humano muito alto | Desenvolvimento humano muito alto | Desenvolvimento humano muito alto |
| --------------------------------- | --------------------------------- | --------------------------------- | --------------------------------- | --------------------------------- | --------------------------------- |
| 2019                              | 2017                              | Macau                             | 0,914                             | [ nota 1 ]                        |                                   |
| 2019                              | 2018                              | Taiwan                            | 0,911                             | [ nota 2 ]                        |                                   |
| 2017                              | 2015                              | Porto Rico                        | 0,845                             | [ 25 ]                            |                                   |
| 2009                              | 2008                              | Jersey                            | 0,985                             | [ 20 ]                            |                                   |
| 2009                              | 2008                              | Ilhas Caimã                       | 0,983                             | [ 20 ]                            |                                   |
| 2009                              | 2008                              | Bermudas                          | 0,981                             | [ 20 ]                            |                                   |
| 2009                              | 2008                              | Guernsey                          | 0,975                             | [ 20 ]                            |                                   |
| 2009                              | 2008                              | Gibraltar                         | 0,961                             | [ 20 ]                            |                                   |
| 2009                              | 2008                              | Ilhas Faroé                       | 0,950                             | [ 20 ]                            |                                   |
| 2009                              | 2008                              | Ilha de Man                       | 0,950                             | [ 20 ]                            |                                   |
| 2009                              | 2008                              | Ilhas Virgens Britânicas          | 0,945                             | [ 20 ]                            |                                   |
| 2009                              | 2008                              | Ilhas Falkland                    | 0,933                             | [ 20 ]                            |                                   |
| 2009                              | 2008                              | Aruba                             | 0,908                             | [ 20 ]                            |                                   |
| 2009                              | 2008                              | Guam                              | 0,901                             | [ 20 ]                            |                                   |
| Desenvolvimento humano alto       |                                   |                                   |                                   |                                   |                                   |
| 2009                              | 2008                              | Ilhas Virgens Americanas          | 0,894                             | [ 20 ]                            |                                   |
| 2009                              | 2008                              | Marianas Setentrionais            | 0,875                             | [ 20 ]                            |                                   |
| 2009                              | 2008                              | Ilhas Turks e Caicos              | 0,873                             | [ 20 ]                            |                                   |
| 2009                              | 2008                              | Chipre do Norte                   | 0,871                             | [ 20 ]                            |                                   |
| 2009                              | 2008                              | Groenlândia                       | 0,869                             | [ 20 ]                            |                                   |
| 2009                              | 2008                              | Anguila                           | 0,865                             | [ 20 ]                            |                                   |
| 2009                              | 2008                              | Ilhas Cook                        | 0,829                             | [ 20 ]                            |                                   |
| 2009                              | 2008                              | Samoa Americana                   | 0,827                             | [ 20 ]                            |                                   |
| 2009                              | 2008                              | Monserrate                        | 0,821                             | [ 20 ]                            |                                   |
| 2012                              | 2010                              | Nova Caledônia                    | 0,789                             | [ 26 ]                            |                                   |
| 2012                              | 2010                              | Wallis e Futuna                   | 0,763                             | [ 26 ]                            |                                   |
| 2012                              | 2010                              | Saint Pierre e Miquelon           | 0,762                             | [ 26 ]                            |                                   |
| 2012                              | 2010                              | Polinésia Francesa                | 0,737                             | [ 26 ]                            |                                   |
| 2012                              | 2010                              | Saint Martin                      | 0,702                             | [ 26 ]                            |                                   |
| Desenvolvimento humano médio      |                                   |                                   |                                   |                                   |                                   |
| 2009                              | 2008                              | Santa Helena                      | 0,797                             | [ 20 ]                            |                                   |
| 2009                              | 2008                              | Niue                              | 0,794                             | [ 20 ]                            |                                   |
| 2009                              | 2008                              | Toquelau                          | 0,750                             | [ 20 ]                            |                                   |
| 2012                              | 2010                              | Saint Barthélemy                  | 0,688                             | [ 26 ]                            |                                   |